# اگودال
اگودال یک منطقهٔ مسکونی در الجزایر است که در استان بشار واقع شده‌است.

## خصوصیات
اگودال ۴۲۸ متر بالاتر از سطح دریا واقع شده‌است.